# A Woman's Resurrection
A Woman's Resurrection è un film muto del 1915 diretto da J. Gordon Edwards. È uno degli adattamenti per lo schermo di Resurrezione, il capolavoro di Lev Tolstoj del 1899. Ha come interpreti Betty Nansen e William J. Kelly, qui al suo primo film.

## Trama
Diventata dama di compagnia della contessa Sophia Ivanovna, Katusha Maslova - una povera ragazza di campagna - diventa oggetto delle attenzioni del nipote della contessa, il bel principe Dimitri Nekhludoff il quale finisce per sedurla. Rimasta incinta, dopo la partenza per la guerra di Dimitri, Katusha lascia la casa della contessa. Il bambino muore e Katusha si lascia andare a una vita priva di principi e di morale. La sua diventa una casa malfamata e, quando il mercante Jacoby muore avvelenato durante un ricevimento da lei, Katusha viene accusata per quella morte. In tribunale, il principe Dimitri, che fa parte della giuria, riconosce nell'accusata la sua ex amante. Pieno di rimorsi perché si rende conto di essere stato lui la causa della caduta della donna, cerca di dimostrare la sua innocenza. Ma Katusha viene condannata, destinata a scontare la sua pena in Siberia. Il principe, allora, decide di seguirla e parte anche lui per la Siberia insieme al proprio servitore, il fedele Simonson. Nel campo di detenzione, il comandante Shonbock fa capire a Katusha che la vuole avere come amante. Lei, ormai pentita della sua vita scellerata, rifiuta quella proposta che, se accettata, le renderebbe la vita al campo molto meno dura. L'ufficiale la aggredisce ma viene attaccato da Simonson, che cerca di difendere la donna. Il servitore viene preso e frustato senza pietà. Per evitargli peggiori punizioni, Katusha si reca da Shonbock. Questa volta, a salvarla, interviene Dimitri che si batte a duello con l'ufficiale. Durante lo scontro, Shonbock viene ferito a morte. Anche Katusha muore, parando con il suo corpo un colpo destinato a Dimitri.

## Produzione
Il film fu prodotto dalla Fox Film Corporation.

## Distribuzione
Il copyright del film, richiesto da William Fox, fu registrato il 15 maggio 1915 con il numero LP6084. Distribuito dalla Fox Film Corporation, il film uscì nelle sale cinematografiche statunitensi nel maggio 1915.
Non si conoscono copie ancora esistenti della pellicola che viene considerata presumibilmente perduta.